# Furacão Bret
O furacão Bret foi o primeiro de cinco furacões de categorias 4 que se desenvolveram durante a temporada de furacões no Atlântico de 1999 e o primeiro ciclone tropical desde o furacão Jerry em 1989 a atingir o Texas com intensidade de furacão. Formando-se a partir de uma onda tropical em 18 de agosto, Bret lentamente se organizou dentro de fracas correntes de direção na Baía de Campeche. Até 20 de agosto, a tempestade começou a seguir para o norte e sofreu uma rápida intensificação em 21 de agosto. Após esse período de fortalecimento, Bret atingiu seu pico de intensidade com ventos de 145 mph (233 km/h) e uma pressão barométrica de 944 mbar (27.9 inHg). Mais tarde naquele dia, a tempestade enfraqueceu para um furacão de categoria 3 e atingiu a costa em Ilha Padre, Texas. Pouco tempo depois, a tempestade enfraqueceu ainda mais, tornando-se uma depressão tropical 24 horas depois de se mudar para o interior. Os restos da tempestade eventualmente se dissiparam no início de 26 de agosto sobre o norte do México.
Ao longo da costa do Texas, Bret ameaçou várias cidades, provocando 180 000 residentes para evacuar. Numerosos abrigos foram abertos em toda a região e as prisões foram evacuadas. Vários dias antes da chegada da tempestade, o NHC emitiu alertas de furacão e avisos posteriores para áreas próximas à fronteira Texas-México. Várias estradas principais que levam a cidades-ilha foram fechadas para evitar que os residentes cruzassem as pontes durante o furacão. No vizinho México, cerca de 7 000 pessoas deixaram as áreas costeiras antes da tempestade. As autoridades também criaram centenas de abrigos nas regiões do norte do país em caso de grandes inundações.
Bret atingiu a costa em uma região pouco povoada, resultando em danos relativamente pequenos em comparação com a sua intensidade. No entanto, sete pessoas morreram em relação à tempestade, quatro no Texas e três no México. A maioria das mortes foi devido a acidentes de carro causados por estradas escorregadias. Ao atingir a costa, o furacão produziu uma maré de tempestade máxima de 2.7 m (8.8 ft) na Ilha Matagorda, Texas. As fortes chuvas produzidas por Bret atingiram o pico de 335 mm (13.18 in) no Texas e foram estimados em mais 360 mm (14 in) no México. Numerosas casas nas regiões afetadas foram danificadas ou destruídas, deixando cerca de 150 pessoas desabrigadas. Ao todo, a tempestade causou $ 15 milhões USD em danos.

## História meteorológica
Bret se originou de uma onda tropical que se moveu na costa oeste da África em 5 de agosto. A onda seguiu geralmente para o oeste, interagindo com uma baixa de nível superior em 15 de agosto no oeste do Mar do Caribe, e gerou uma área de baixa pressão. A atividade convectiva se desenvolveu em torno da baixa, e em 18 de agosto o sistema estava sobre a península de Iucatã. Mais tarde naquele dia, a perturbação surgiu na Baía de Campeche e uma missão de reconhecimento dos caçadores de furacões no sistema revelou que havia vingado em uma depressão tropical por volta das 13h. pm CDT (18:00 UTC), o terceiro da temporada de 1999. Inicialmente, o cisalhamento moderado do vento impediu que a depressão se fortalecesse, pois ela se movia lenta e erraticamente em resposta às fracas correntes de direção sobre o sistema. até 19 de agosto, o cisalhamento do vento cedeu, permitindo que a convecção profunda se desenvolvesse sobre o centro; mais tarde naquele dia, o Centro Nacional de Furacões (NHC) atualizou o sistema para uma tempestade tropical, atribuindo-lhe o nome de Bret. Um pequeno ciclone tropical, Bret se fortaleceu gradualmente por vários dias enquanto seguia em direção ao norte. Pela manhã de 20 de agosto, bandas de chuva começaram a se formar.

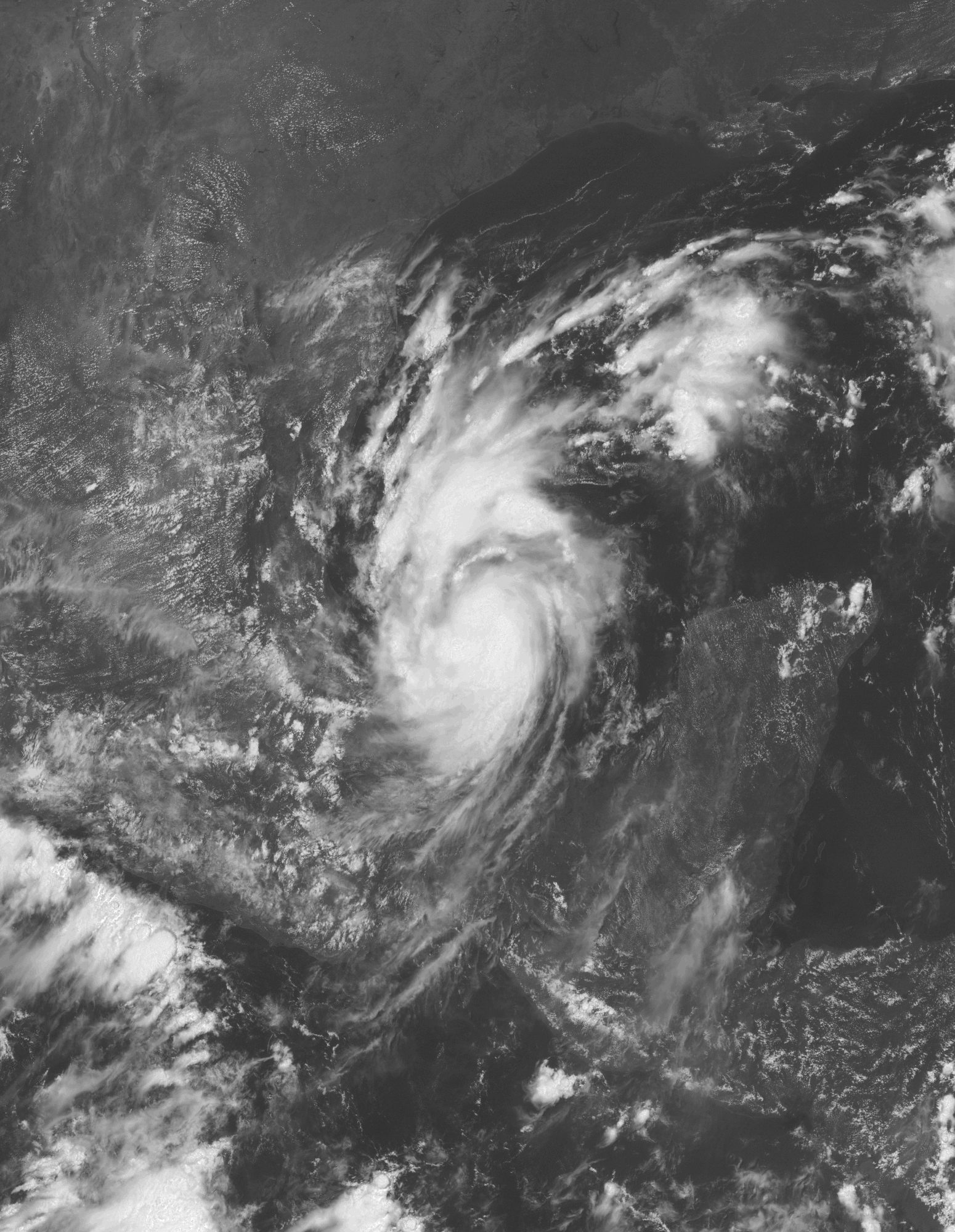
Tempestade Tropical Bret se organizando sobre a Baía do Campeche

Na noite de 20 de agosto, Bret foi classificado como furacão após relatórios de 75 mph (121 km/h) durante uma missão dos caçadores de furacões. Mais ou menos na mesma época, Bret estabeleceu uma trilha norte-noroeste sob a influência de uma crista de nível médio. No dia seguinte, Bret começou a sofrer uma rápida intensificação, como um olho bem definido desenvolvido. Na manhã de 22 de agosto, a tempestade atingiu seu pico de intensidade como furacão de categoria 4 com ventos de 145 mph (233 km/h) e uma pressão barométrica de 944 mbar (27.9 inHg). Pouco depois, um cavado de nível superior a oeste da tempestade começou a corroer o seu padrão de nuvens.
No final de 22 de agosto, Bret virou para noroeste em resposta a um cavado meso-troposférico sobre o Golfo do México e uma circulação meso-troposférica sobre o Vale do Rio Grande. Várias horas antes do landfall, o furacão enfraqueceu para a intensidade de categoria 3 e seu movimento para a frente diminuiu. Por volta das 7:00 pm CDT (00:00 UTC; 23 de agosto), o furacão Bret passou sobre Ilha Padre, Texas, com ventos de 185 km/h (115 mph) e uma pressão barométrica de 951 mbar (28.1 inHg), que marcou o seu desembarque. O furacão enfraqueceu rapidamente ao se mover para o interior e, cerca de 12 horas após o desembarque, Bret enfraqueceu para uma tempestade tropical. Ele degenerou ainda mais em uma depressão tropical na noite de 23 de agosto. Os remanescentes de Bret persistiram até 26 de agosto, momento em que se dissiparam nas montanhas do norte do México.

## Preparações

### Texas

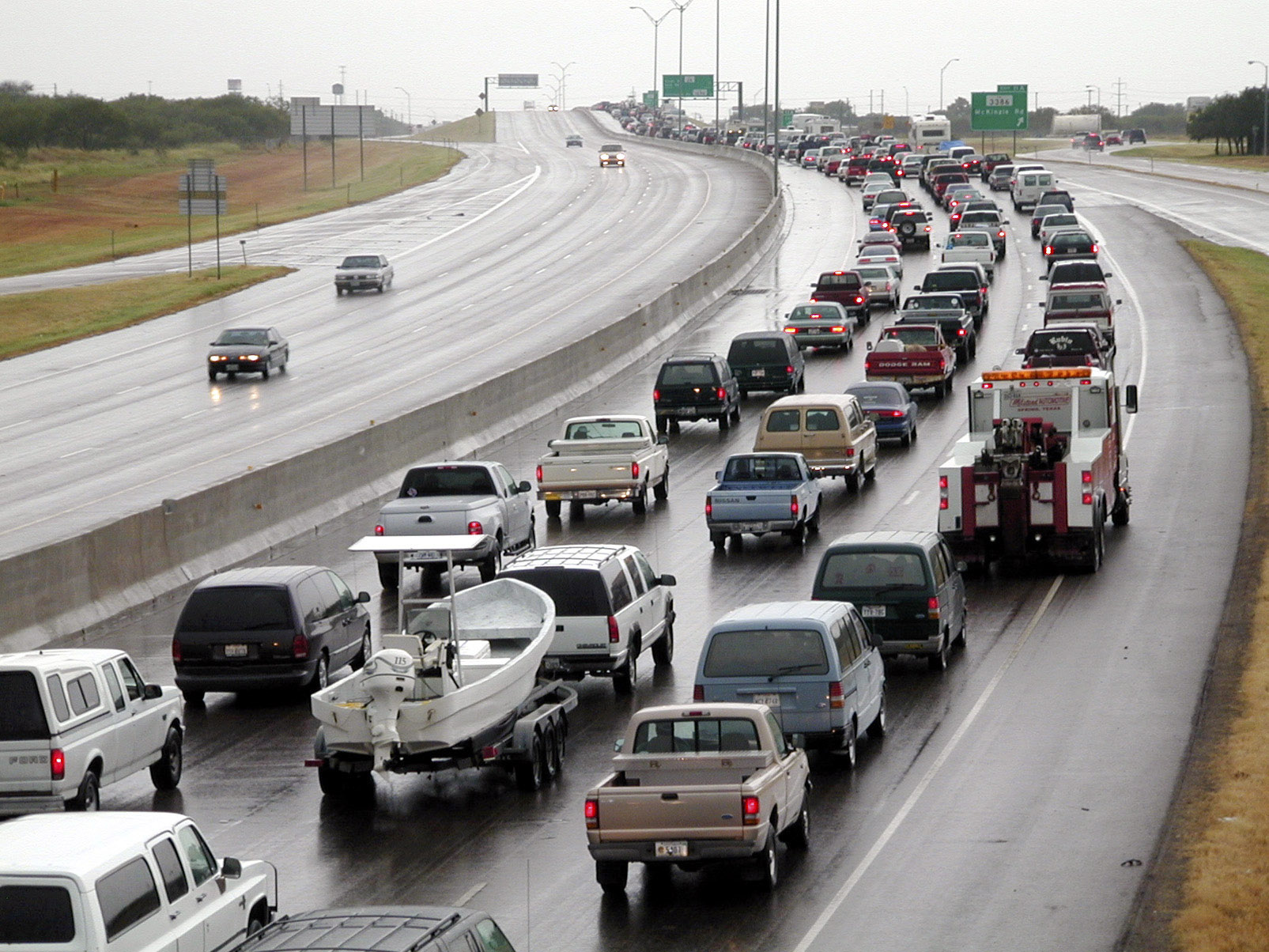
Moradores evacuando Corpus Christi em 22 de agosto na Interestadual 37

Em 21 de agosto, quando se esperava que Bret se aproximasse da costa do Texas, o NHC emitiu um alerta de furacão para as áreas costeiras entre a fronteira do México e Baffin Bay, Texas. Horas depois, o alerta foi atualizado para um aviso quando a tempestade se intensificou e representou uma ameaça mais direta à área. Um aviso de tempestade tropical e um alerta de furacão foram subsequentemente emitidos de Baffin Bay em direção ao norte para Port Aransas. No dia seguinte, o alerta de furacão foi estendido para incluir locais em Port O'Connor e os avisos foram estendidos para Freeport. Conforme Bret se aproximava da costa, o alerta de furacão entre Port O'Connor e Freeport foi interrompido. O alerta de furacão de Port Aransas a Port O'Connor foi interrompido horas depois que Bret atingiu a costa e começou a enfraquecer. No final de 23 de agosto, todos os alertas e avisos em relação ao furacão foram interrompidos.
Até 22 de agosto, autoridades da cidade de Corpus Christi, Texas, declararam estado de emergência, pois Bret era considerado uma ameaça significativa para a região. Dezenas de milhares de residentes foram instados a evacuar as áreas costeiras e buscar refúgio em abrigos locais ou com parentes no interior. Estima-se que 180.000 pessoas no estado deixaram as suas residências antes da tempestade. O Aeroporto Internacional de Corpus Christi fechou ao meio-dia do dia 22 de agosto. Mais tarde naquele dia, a Texas State Highway 361 e as docas em Port Aransas foram fechadas. As rodovias em toda a área ficaram congestionadas devido às evacuações em grande escala e longas filas para gás e itens de emergência. Três escolas, duas universidades e uma faculdade foram fechadas em 23 de agosto e permaneceu fechado por vários dias.
Onze abrigos foram abertos na área de San Antonio, com capacidade para acomodar coletivamente 3.525 pessoas. Cerca de 325 prisioneiros foram evacuados de uma prisão do condado de Nueces porque o prédio em que estavam foi considerado inseguro durante as condições do furacão. Cerca de 1.000 marinheiros que trabalhavam na área foram evacuados para o USS Inchon antes da tempestade. Originalmente, o navio deveria enfrentar a tempestade no mar; no entanto, reparos inadequados impediram que o navio deixasse o porto. O navio teria suprimentos suficientes para manter os marinheiros por cerca de 45 dias. Por volta das 12h CDT de 22 de agosto, a Ilha Mustang e a Ilha Padre foram completamente evacuadas e as autoridades fecharam as estradas que levam para dentro e para fora das ilhas para evitar que alguém entre novamente antes que a área seja considerada segura para entrar. Uma ordem estrita contra manipulação de preços foi posta em prática pelas autoridades da cidade em Corpus Christi.

### México
No México, as autoridades fecharam 18 portos no Golfo do México para embarcações de pequeno e médio porte em preparação para a tempestade. No norte do México, mais de 500 abrigos foram abertos enquanto milhares de moradores foram aconselhados a deixar as áreas baixas. O Exército mexicano, a Cruz Vermelha e os bombeiros foram colocados de prontidão para atender às chamadas de emergência durante a tempestade. Em 22 de agosto, foi declarado estado de emergência para Tamaulipas. No dia seguinte, pelo menos 120 bombeiros foram enviados para Monterrey, Nuevo León, para responder rapidamente às emergências. O governo mexicano enfatizou a segurança dos moradores da cidade, que deveria suportar o impacto do furacão. Cerca de 7.000 pescadores evacuaram regiões costeiras perto da fronteira com o Texas. Em Matamoros foram abertos mais 31 abrigos. As escolas em todo o norte do México foram fechadas por vários dias.

## Impacto

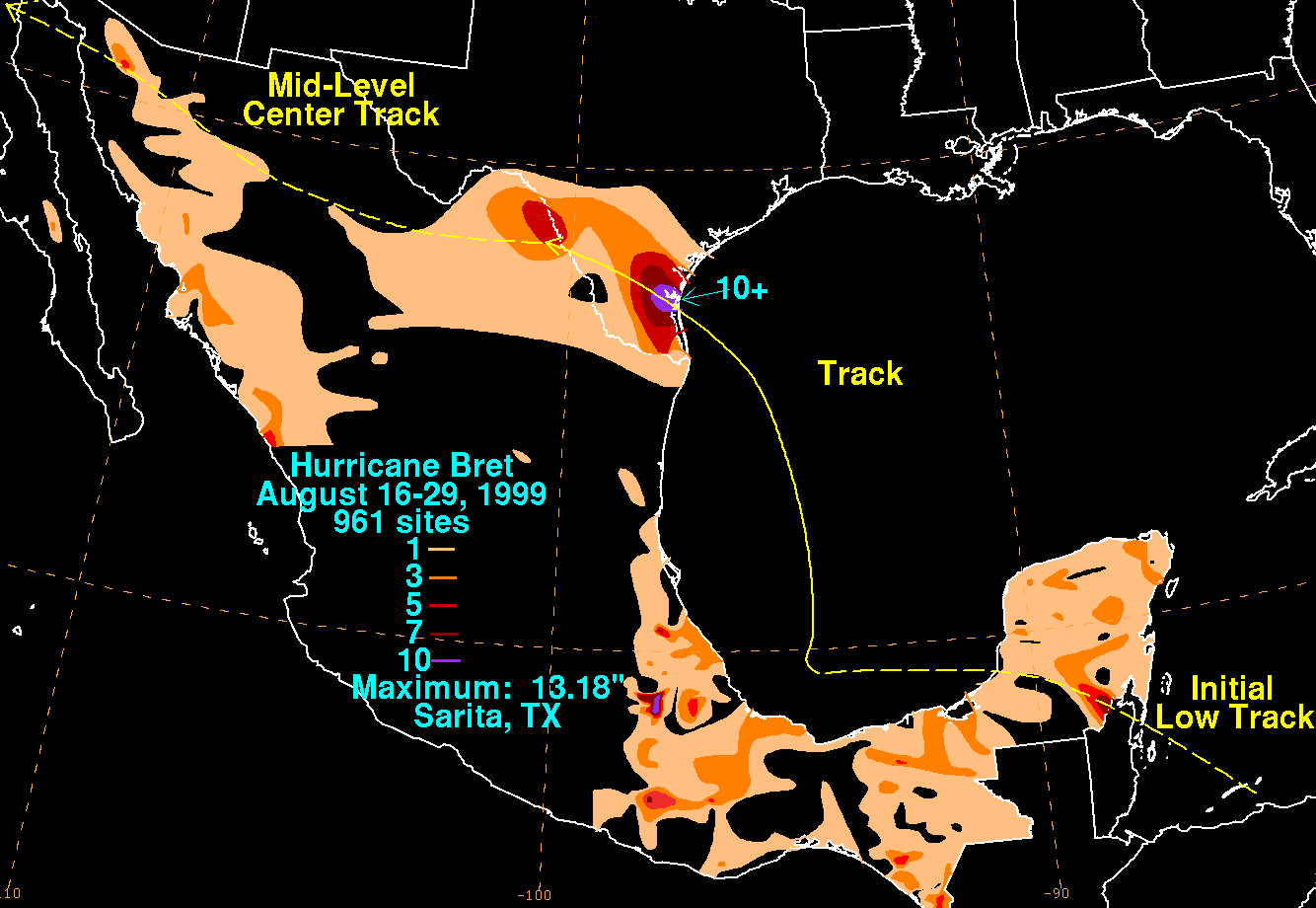
Total de chuvas do furacão Bret no México e Texas

### México
Antes de se transformar em uma depressão tropical, o distúrbio produziu chuvas espalhadas pela península de Iucatã, excedendo localmente 180 mm (7 in). Como o sistema parou na Baía de Campeche, as áreas costeiras receberam menos chuvas das faixas externas do sistema. Embora Bret tenha chegado perto da fronteira Texas-México, o pequeno tamanho do sistema resultou em impactos limitados no México. Em Nuevo León, cerca 360 mm (14 in) de chuva caiu em um período de 24 horas e quantidades semelhantes provavelmente caíram nas proximidades de Tamaulipas. Em Tamaulipas, Nuevo León e Coahuila, dez aldeias foram isoladas por enchentes que destruíram estradas. Dez pessoas, todas membros de uma família, ficaram feridas durante uma colisão frontal. Em Nogales, as fortes chuvas fizeram com que a água se acumulasse nas ruas, causando engarrafamentos; ventos fortes também derrubaram linhas de energia. Durante a evacuação antes de Bret, uma pessoa foi pisoteada até à morte. Após o desembarque, um homem foi eletrocutado por linhas de energia derrubadas e outro se afogou em enchentes. Pelo menos 150 famílias ficaram desabrigadas após uma enchente em Cadereyta que inundou a maior parte da cidade.

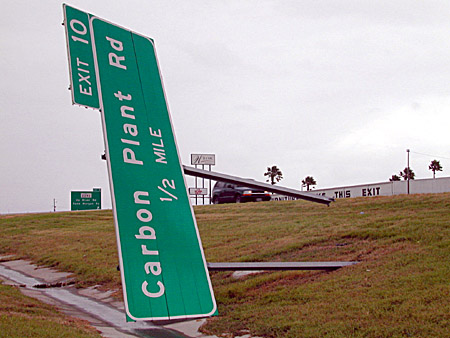
Uma placa derrubada ao longo da Interestadual 37 em Corpus Christi

Ao atingir a costa, Bret produziu uma maré de tempestade de até 2.7 m (8.8 ft) na Ilha Matagorda, Texas. Ao redor de Galveston, uma pequena erosão da praia foi registrada devido a grandes ondas produzidas pelo furacão. Doze novas enseadas foram criadas em Ilha Padre, uma das quais era grande o suficiente para ser confundida com Mansfield Pass. Forte precipitação, atingindo 335 mm (13.18 in) no condado central de Kenedy, foi confinado a uma pequena área. A Pressão atmosférica mais baixa registrada por terra foi no Brooks County Airport em 976 mbar (28.8 inHg). O rio Aransas atingiu rapidamente o estágio de inundação devido às fortes chuvas e o Rio Grande produziu pequenas inundações perto do Golfo do México. Nas praias perto de Corpus Christi, mais de 1.1 m3 (40 cu ft) de areia foi perdido. Cerca 10.0 ha (24.7 acres) de terras de cultivo foram destruídos pela tempestade.
Uma torre elétrica danificada no Condado de Kenedy resultou em falta de energia para milhares de pessoas. No auge da tempestade, cerca de 64 000 pessoas estavam sem energia no sul do Texas. Partes da US Route 281 foram submersas em enchentes, deixando $ 50.000 em danos. Os danos em Corpus Christi foram estimados em $ 100.000 . No condado de Duval, 200 casas foram danificadas pelas enchentes e grandes áreas de terras agrícolas foram inundadas. Danos no condado totalizaram cerca de US $ 2 milhões. Cinco outros tornados F0 atingiram o estado. Os danos a residências e empresas em Corpus Christi foram estimados em até $ 500 000, os danos agrícolas atingiram $ 1 milhões e outros $ 500 000 foi relatado em perdas. As estradas escorregadias das fortes chuvas de Bret causaram a colisão de um caminhão e um trator, matando quatro pessoas. Danos totalizaram $ 15 milhões em todo o sul do Texas.

## Consequências

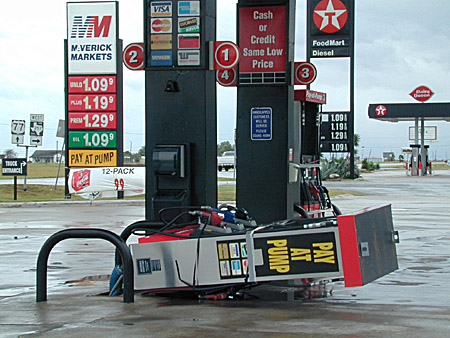
Uma bomba de gasolina destruída pelo furacão Bret no Texas

Em 23 de agosto, a Agência Federal de Gestão de Emergências (FEMA) enviou 717 funcionários, principalmente da equipe de resposta a desastres, para as regiões afetadas nos Estados Unidos. No dia seguinte, 564 soldados da Guarda Nacional foram implantados no estado. Nos dias seguintes à tempestade, muitos mosquitos e outros insetos colocaram ovos em áreas de água parada, causando um grande aumento em seus números. As autoridades pulverizaram inseticida para minimizar o potencial de surtos de doenças. até 25 de agosto, todos os abrigos abertos antes de Bret foram fechados, pois os residentes foram autorizados a voltar para casa. Em 26 de agosto, o presidente Bill Clinton adicionou os condados de Brooks, Duval, Jim Wells e Webb à área de declaração de grande desastre. Isso permitiu que os residentes desses condados recebessem financiamento federal.
Reconstrução de instalações públicas, estradas e condutas de água receberam aumento de financiamento em 3 de setembro para acelerar o programa. No dia seguinte, doze centros de recuperação de desastres foram abertos nos condados afetados para que os residentes solicitassem financiamento federal. Em 9 de setembro, mais dois centros de recuperação de desastres foram abertos para residentes no sul do Texas. Mais tarde naquele dia, $ 831 593,28 em subsídios habitacionais para desastres foi distribuído aos residentes afetados. Em 15 de setembro, cerca de 10 200 pessoas solicitaram empréstimos para desastres, no valor de US$ 3,1 milhões. Um total de 167 também recebeu intervenção de crise da FEMA. Em Corpus Christi, ventos e chuva cobriram a cidade de escombros e arbustos, custando $ 200 000 para limpeza.